# Trilobitomorpha
Trilobitomorphes
Super-classe
Les Trilobitomorpha (trilobitomorphes) sont une super-classe fossile d'arthropodes, qui inclut notamment les trilobites et les espèces apparentées.

## Liste des classes
Selon IRMNG (14 avril 2025) :
- †Marrellomorpha Beurlen, 1934
- †Merostomoidea Størmer, 1944
- †Paratrilobita
- †Trilobita Walch, 1771

## Systématique
Le nom valide de ce taxon est Trilobitomorpha Størmer, 1944.

### Publication originale
- (en) L. Størmer, « On the relationships and phylogeny of fossil and Recent Arachnomorpha », Skrifter utgitt av det Norske Videnskaps-Akademi i Oslo. Matematisk-naturvidenskapelig klasse, 1944, vol. 5, p. 1–158.